# Indusi
Az indusi a kora triász földtörténeti kor két korszaka közül a korábbi, amely 251,902 ± 0,024 millió évvel ezelőtt (mya) kezdődött a perm időszak késő perm korának changhsingi korszaka után, és 251,2 mya ért véget az olenyoki korszak előtt.
Kínában regionális megfelelője a feixianguani.

## Meghatározása
A korszak a Nemzetközi Rétegtani Bizottság meghatározása szerint a Hindeodus parvus konodonták megjelenésével kezdődik. Végét és az olenyoki korszak kezdetét a Meekoceras gracilitatis ammoniteszek megjelenése jelzi.
Az indusi korszak, és egyben a triász időszak kezdetét a földtörténet legnagyobb kihalási hulláma, a perm–triász kihalási esemény fémjelzi, amely során becslések szerint a tengeri fajok 96%-a, a szárazföldi gerincesek 70%-a pusztult ki.